# Aiguille du Midi
De Aiguille du Midi is een 3.842 meter hoge bergtop in het Mont Blancmassief in de Franse gemeente Chamonix-Mont-Blanc (Haute-Savoie). De top is te bereiken via de in 1955 in gebruik genomen kabelbaan van de Aiguille du Midi. De kabelbaan wordt uitgebaat door de Compagnie du Mont-Blanc, die de meeste andere kabelbanen en tandradbanen in de regio beheert. Bij de opening was het de hoogste kabelbaan ter wereld.
De naam van de berg heeft hoogstwaarschijnlijk te maken met zijn ligging, in het zuiden (midi) van de plaats Chamonix. Op zijn top staat een telecommunicatie-antenne.
Vanaf het topstation van de kabelbaan vertrekt de Panoramic Mont-Blanc-kabelbaan naar Pointe Helbronner (3.462 m) in Italië. Men zweeft in gondels ruim 20 minuten boven de Géantgletsjer waar men een uitzicht heeft op de indrukwekkende gletsjerspleten en ijsblokken. Vanuit Pointe Helbronner kan men aan de Italiaanse zijde via kabelbanen afdalen naar La Palud, een dorpje dicht bij Courmayeur in Italië.
Vanaf het tussenstation kan men enkele wandelingen maken op aangegeven paden:
- Lac Bleu (circa 15 minuten)
- Balkonwandeling Plan de l'Aiguille-Montenvers (circa 2:30 uur)
- Men kan ook afdalen tot in Chamonix

## Bereikbaarheid
Vanuit Chamonix is de Aiguille du Midi eenvoudig te bereiken per kabelbaan. Men moet echter bij bezoek rekening houden met het feit dat men zich op 3.842 m hoogte bevindt. Denk hierbij aan temperaturen in de zomer van circa 5 graden Celsius, in combinatie met een sterk verminderd zuurstofgehalte. Men wordt aangeraden op zijn minst meerdere lagen kleding mee te brengen, en in geval van verminderde weerstand of andere gezondheidsklachten niet naar boven te vertrekken.

## Foto's vanaf de Aiguille du Midi

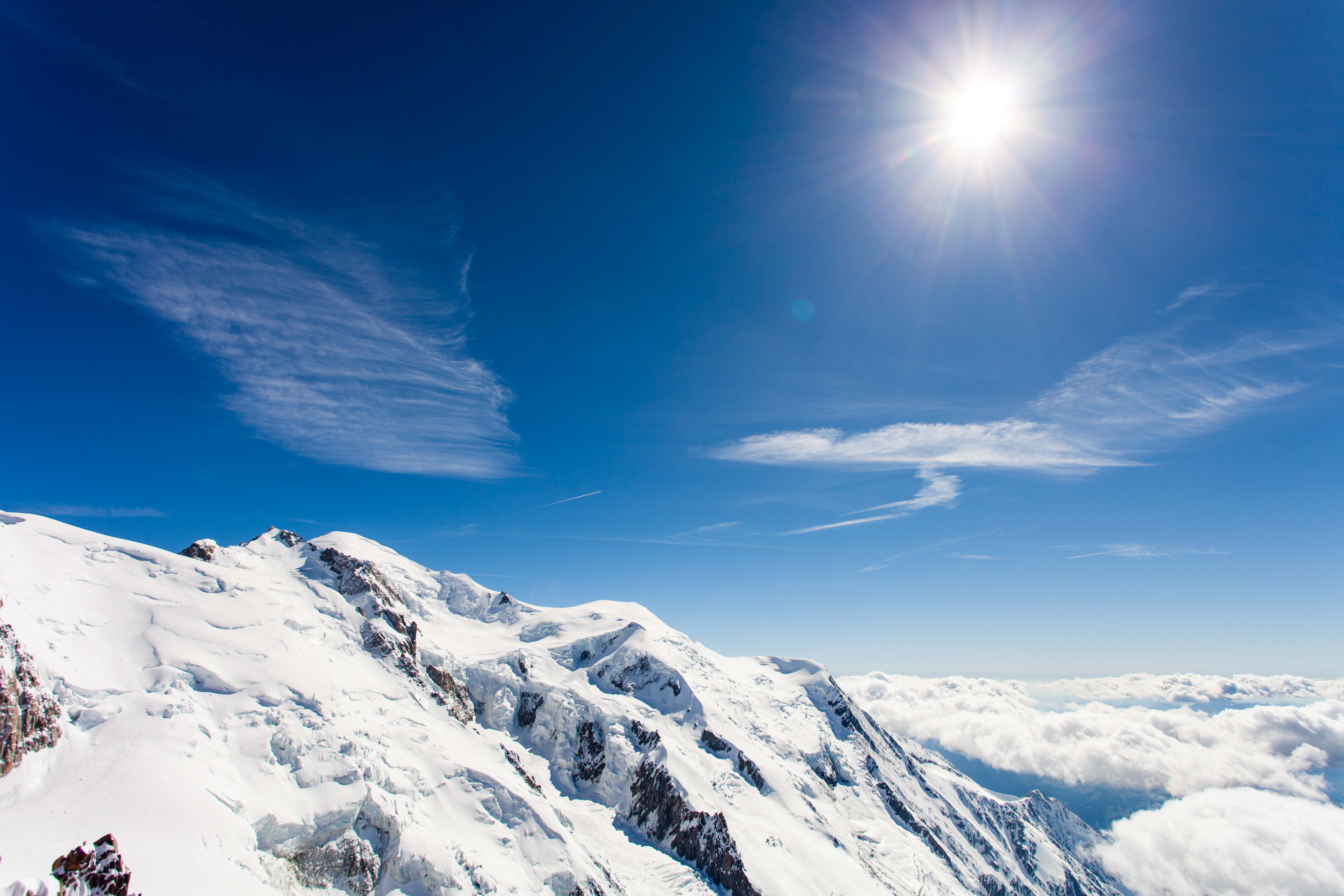
Uitzicht over de top van de Mont Blanc
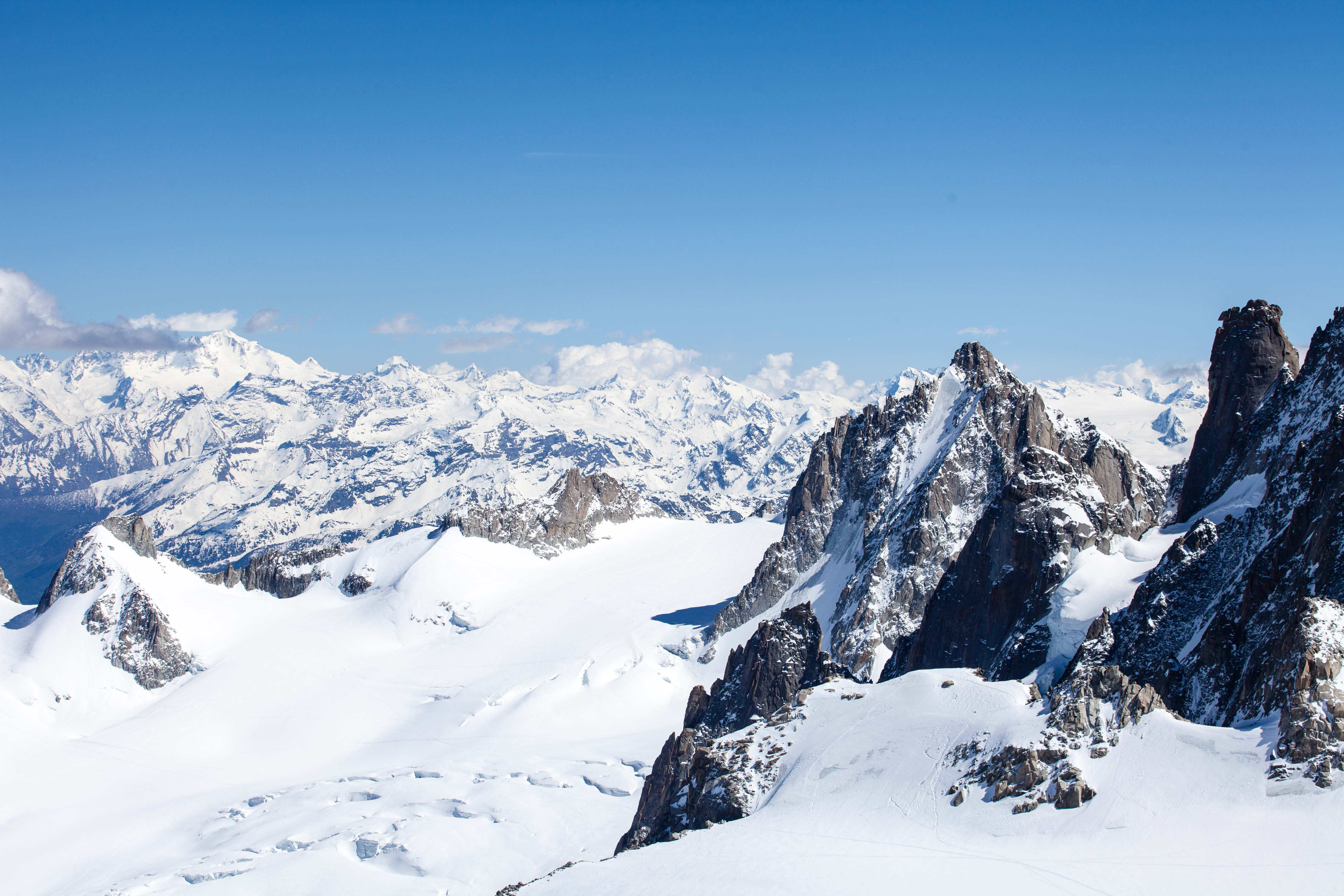
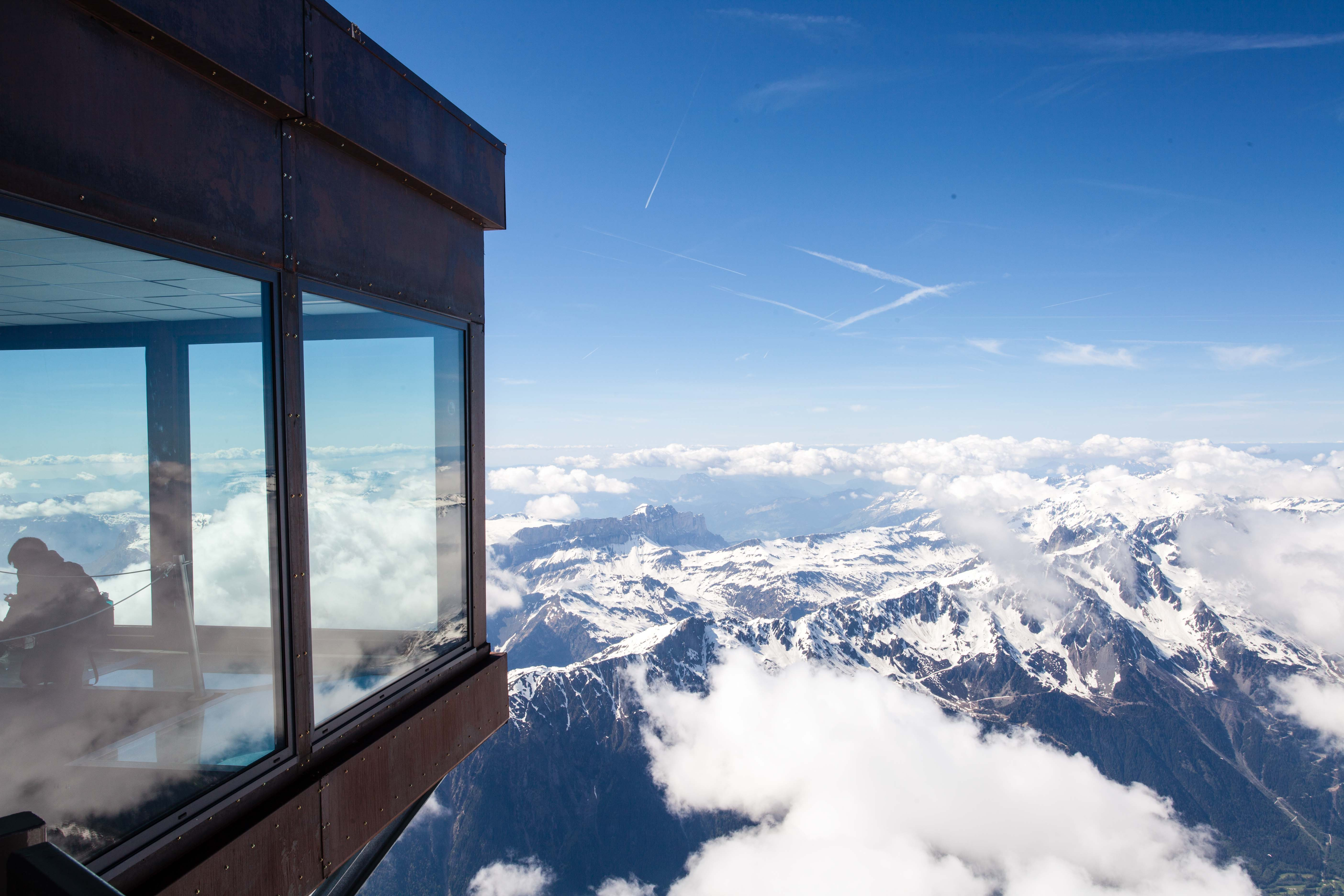
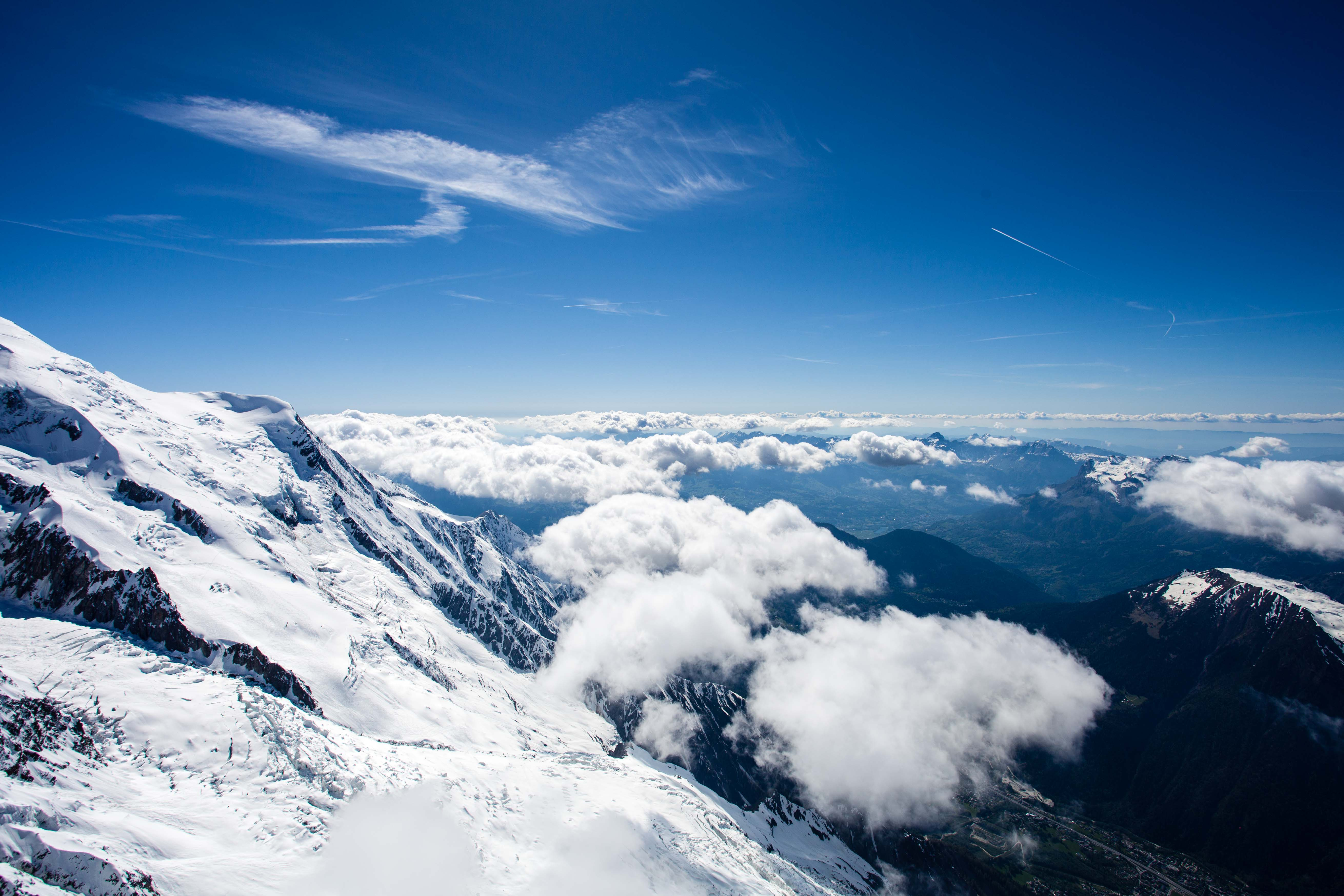
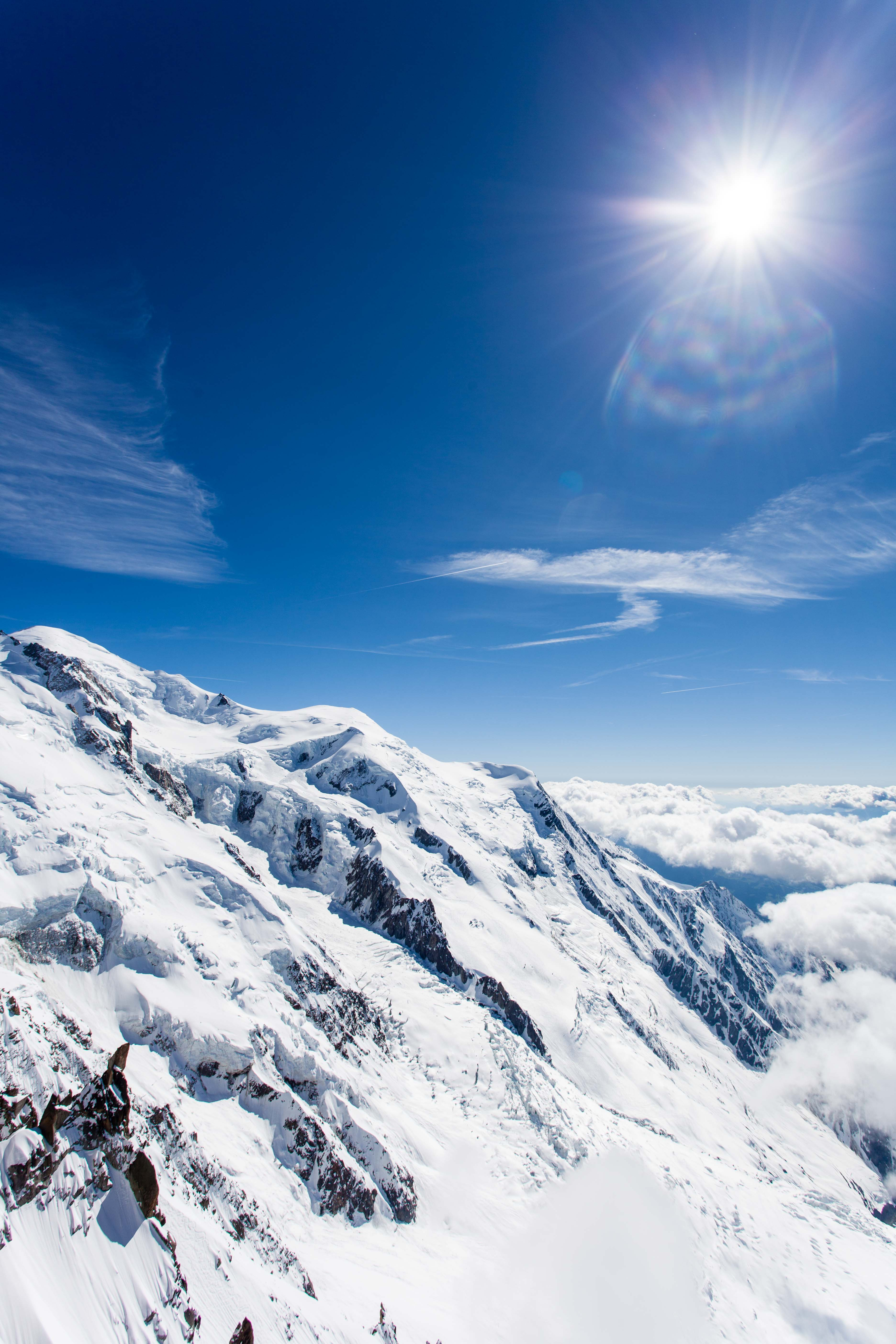